# Уллучай
Уллучай (дарг. ХулахӀеркӀ, Уллучай хӀеркӀ, кум. Уллу Чай ) — река, протекающая по территории Дахадаевского, Кайтагского и Дербентского районов Дагестана.

## Этимология
Уллу—Чай в переводе с кумыкского «большая река», где «уллу» — большой, а «чай» — река.

## География
Длина реки — 111 км, площадь водосборного бассейна — 1440 км².
Берёт начало из родников у северо-западного окончания хребта Кокмадаг, и впадает в Каспийское море близ села Сегелер.

## Гидрология
Река характеризуется паводочным режимом в теплую часть года и зимней меженью. Наибольшие за год расходы воды обычно формируются при выпадение дождей. Летние дождевые паводки иногда носят катастрофический характер. Отмечается сход селевых потоков по руслу реки. Средний годовой расход — 4,83 м³/с, максимальный — 366 м³/с.

## Притоки
Основные притоки притоки: Кунки, Анклюглючай, Дживус, Нахалу, Шурхла и др.

## Изучение реки и водохозяйственное значение
Изучение реки производилось на гидрологических постах Маджалис и станция Берикей. Воды реки активно используются для орошения, в результате чего в нижнем течение часто отмечается полное отсутствие стока.